# 掛川市
掛川市（日语：／ Kakegawa shi */?）是東海地方中部、靜岡縣西部地區的城市。為日本最大的綠茶產地。

## 交通

### 鐵道
- 中央車站：掛川站
- JR東海
  - 東海道本線：－掛川站－
  - 東海道新幹線：－掛川站－
- 天龍濱名湖鐵道：掛川站－掛川市役所前站－西掛川站－櫻木站－憩之廣場站－細谷站－原谷站－原田站－

## 地理
位于牧之原台地西部。南北長約30公里、東西寬約16公里。
- 山：粟岳、小笠山、八高山、大尾山
- 川：逆川、原野谷川、菊川、倉真川、垂木川
- 海岸：遠州灘（海龜産卵地）

## 圖片

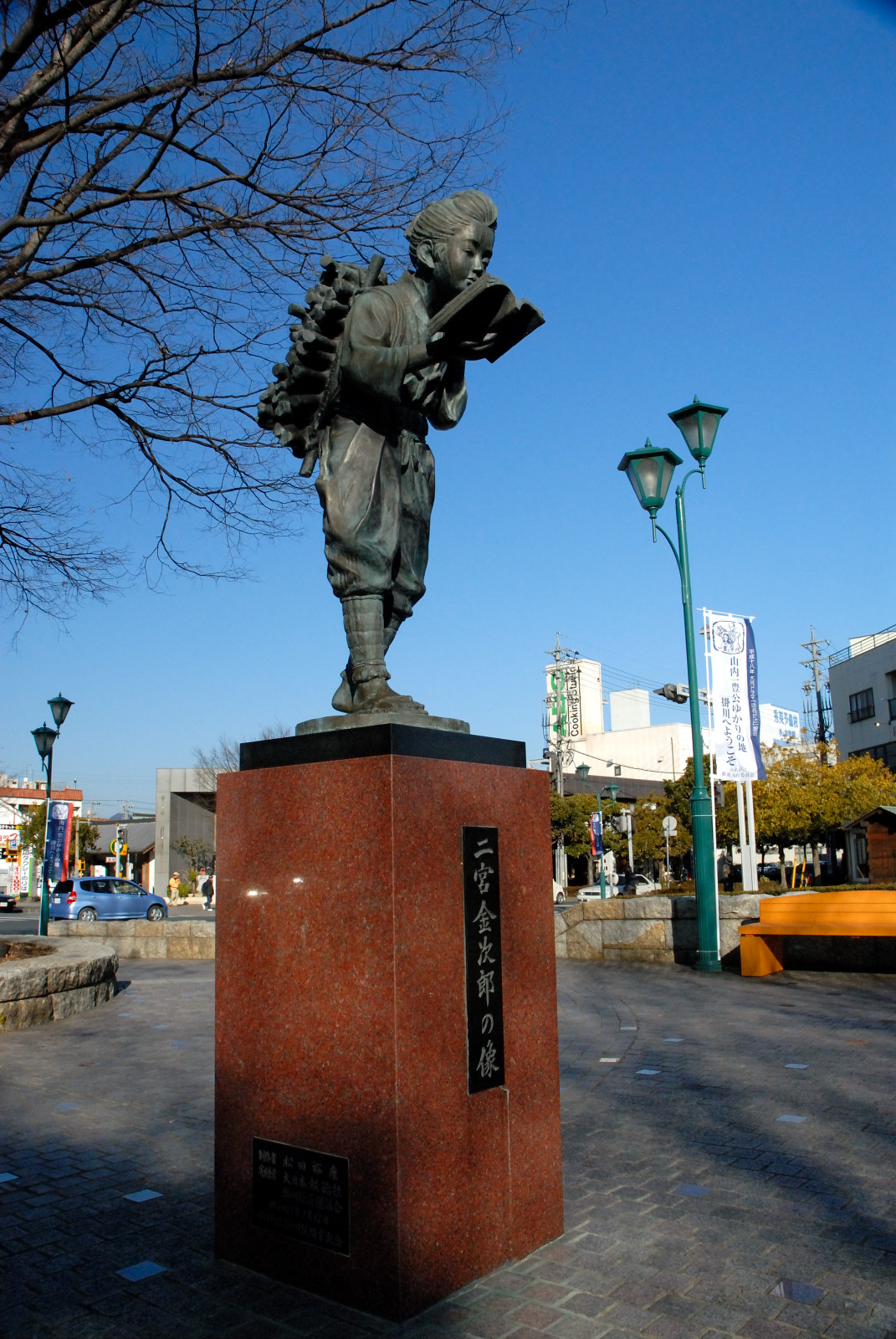
二宮金次郎塑像
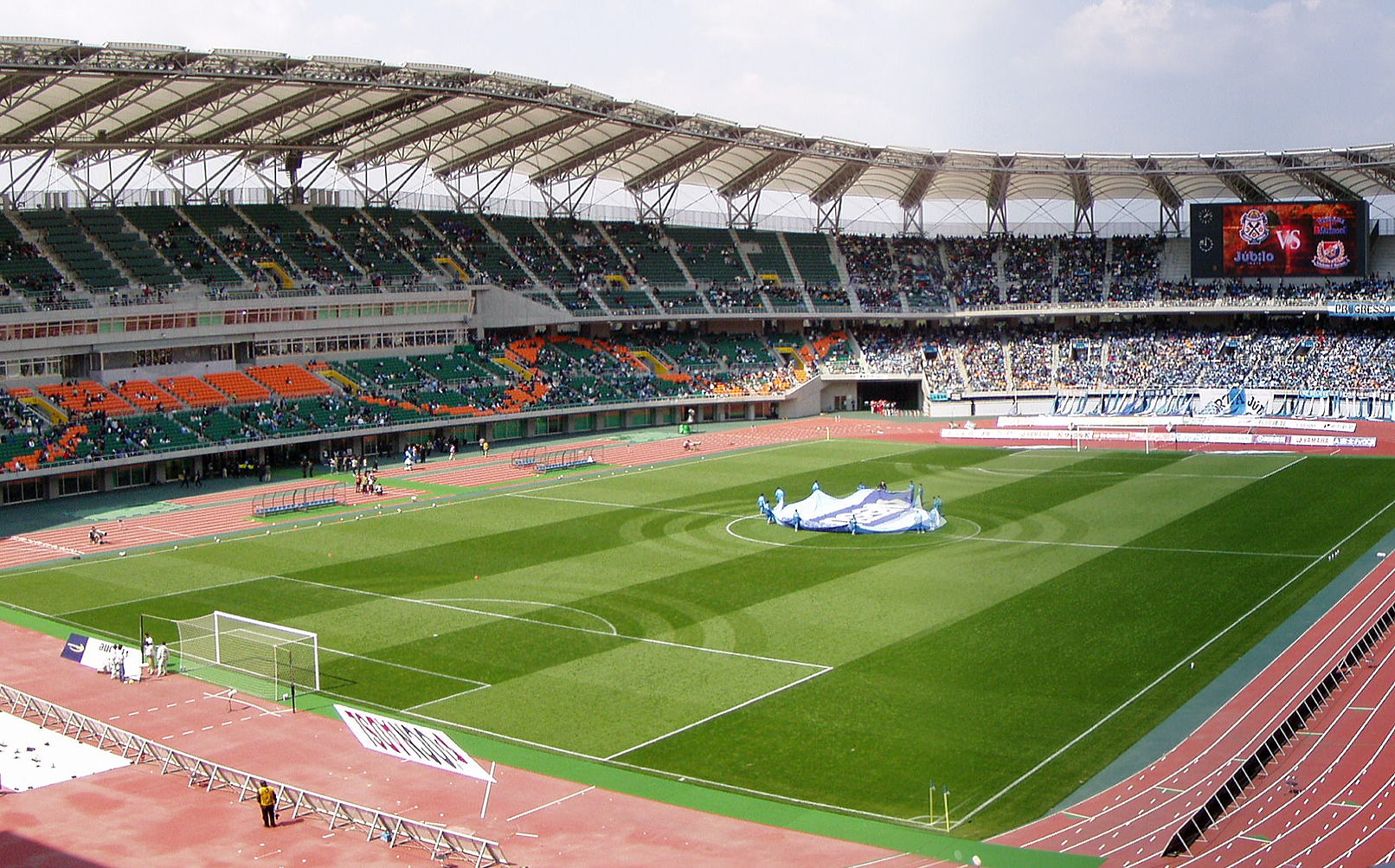
靜岡體育場
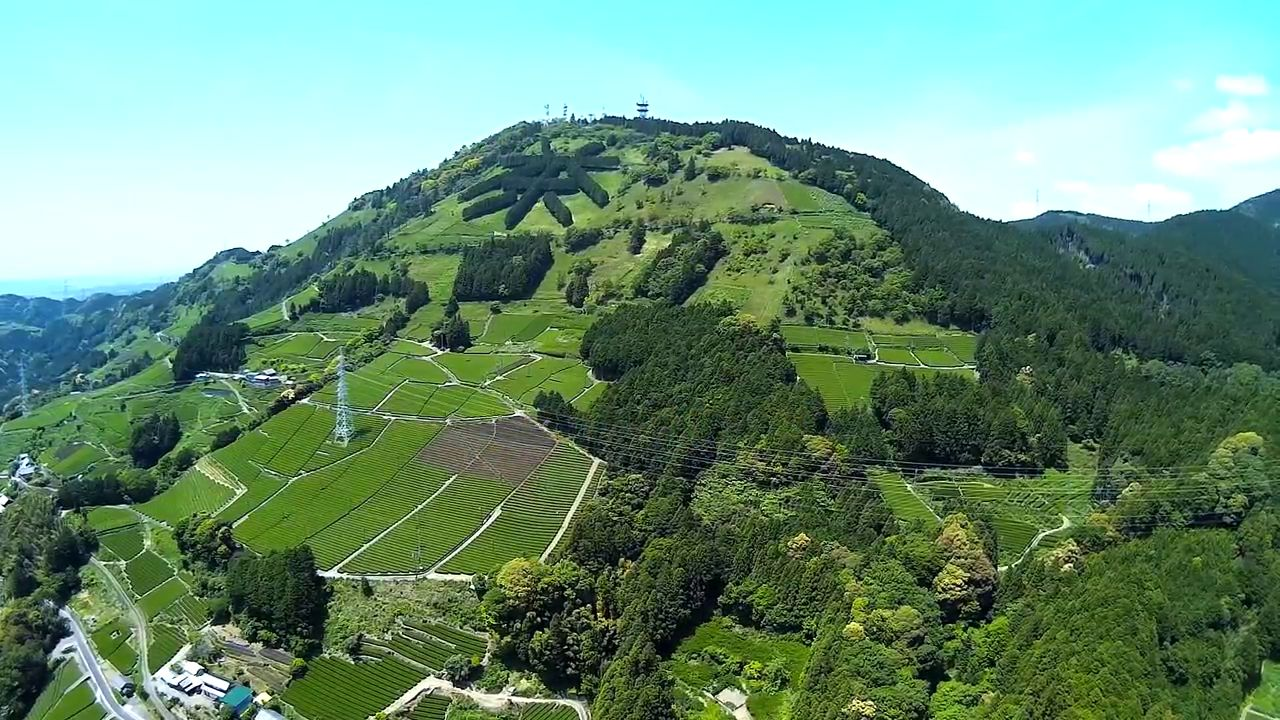
粟ヶ嶽
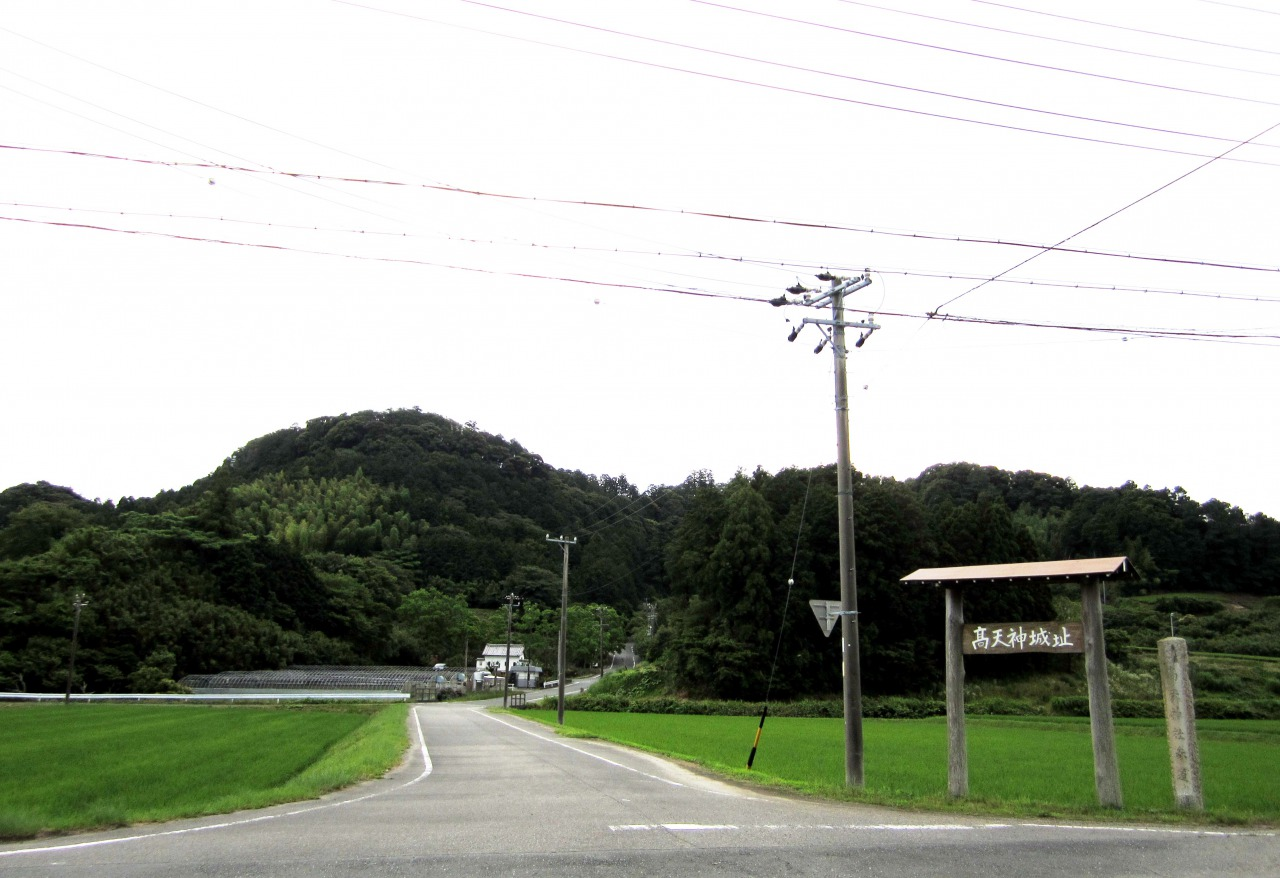
高天神城
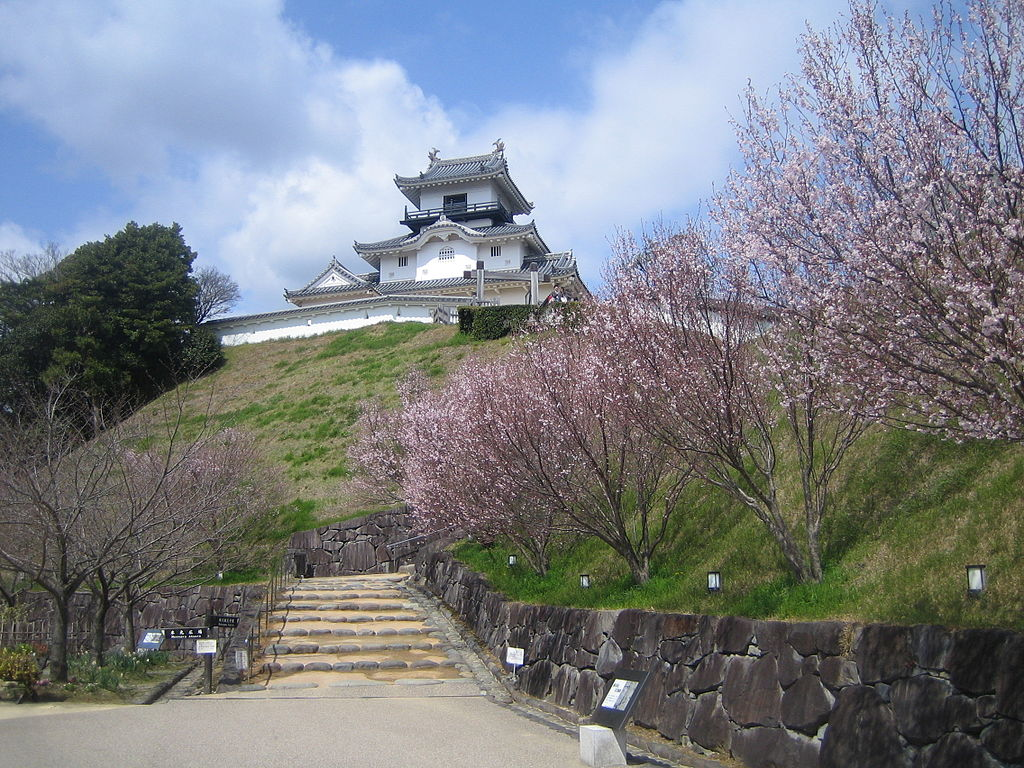
掛川城
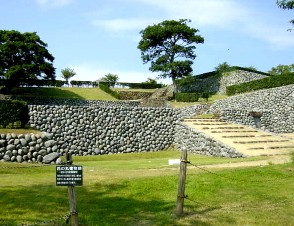
橫須賀城
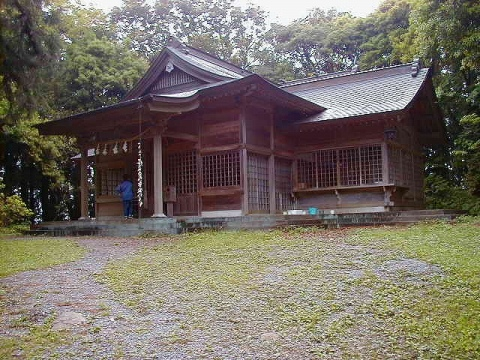
阿波々神社
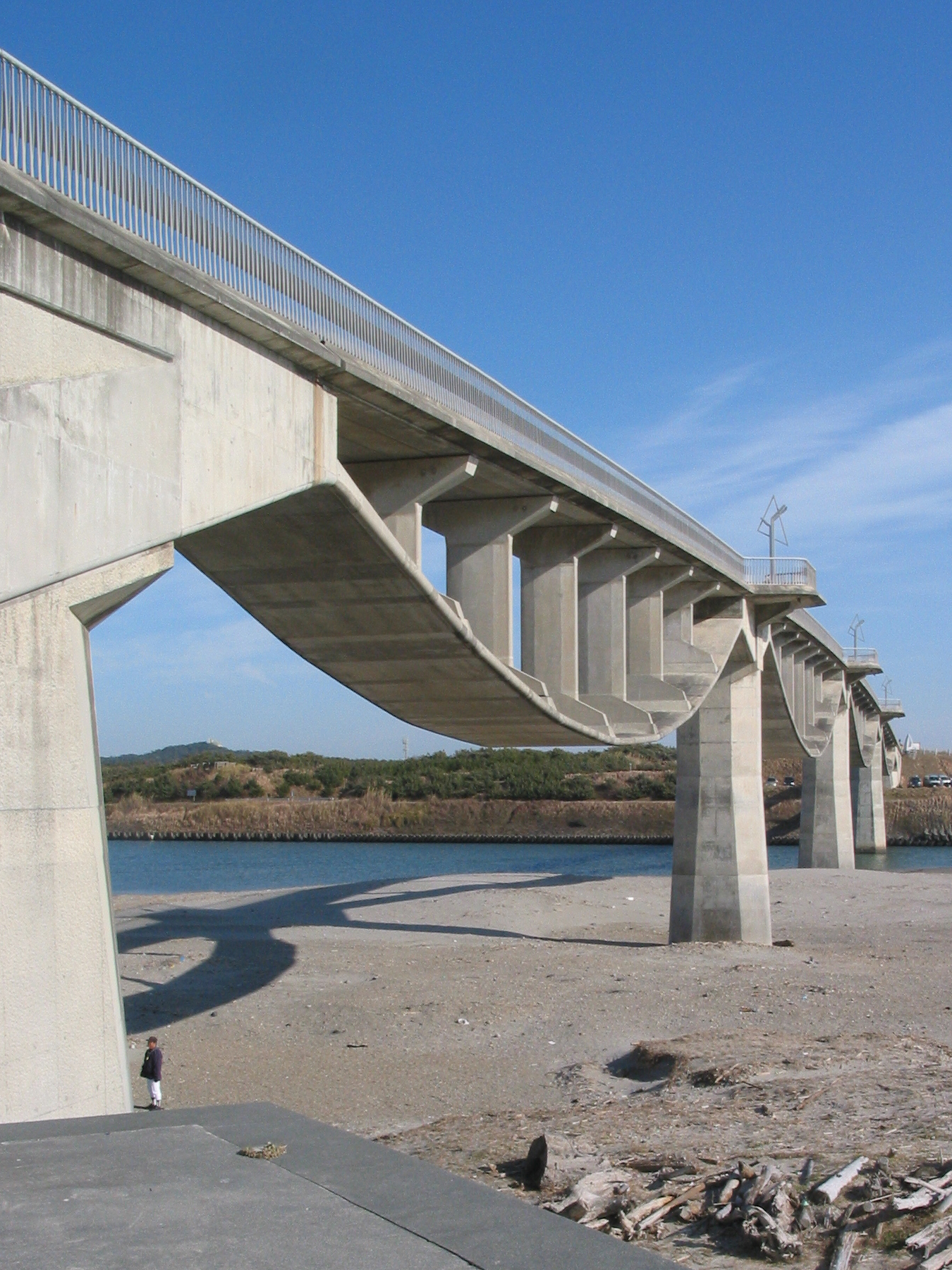
潮騷橋
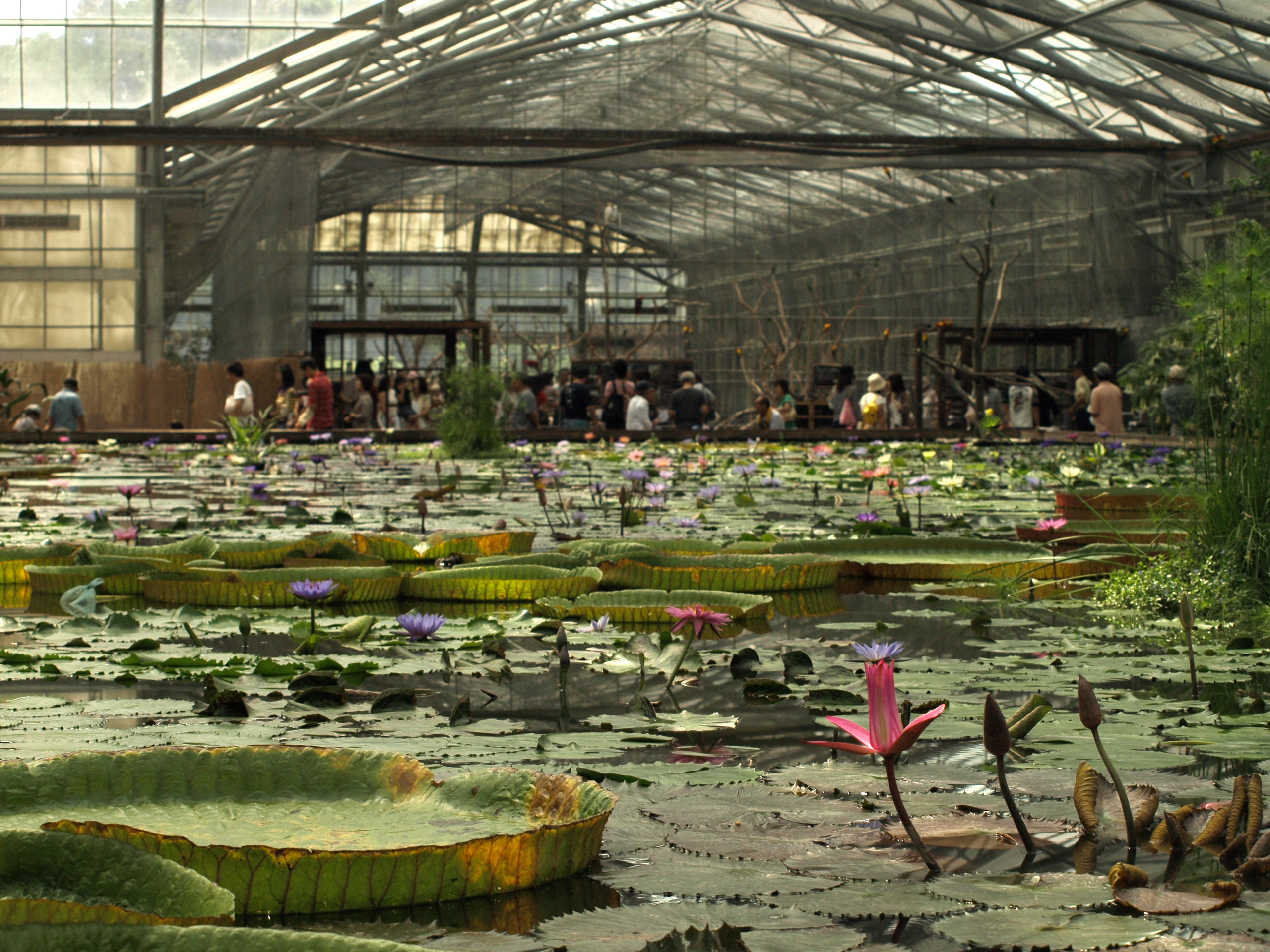
掛川花鳥園
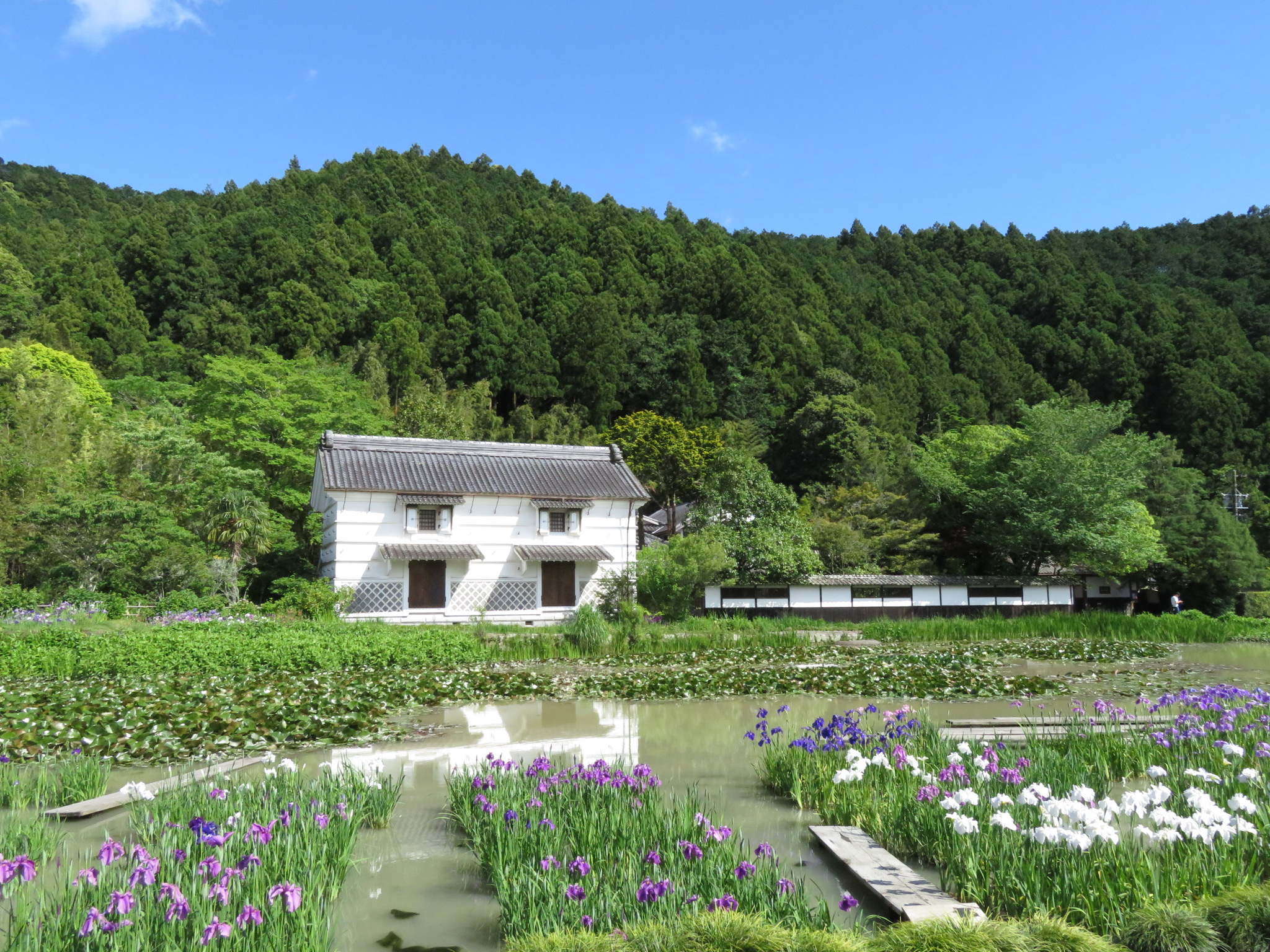
加茂花菖蒲園
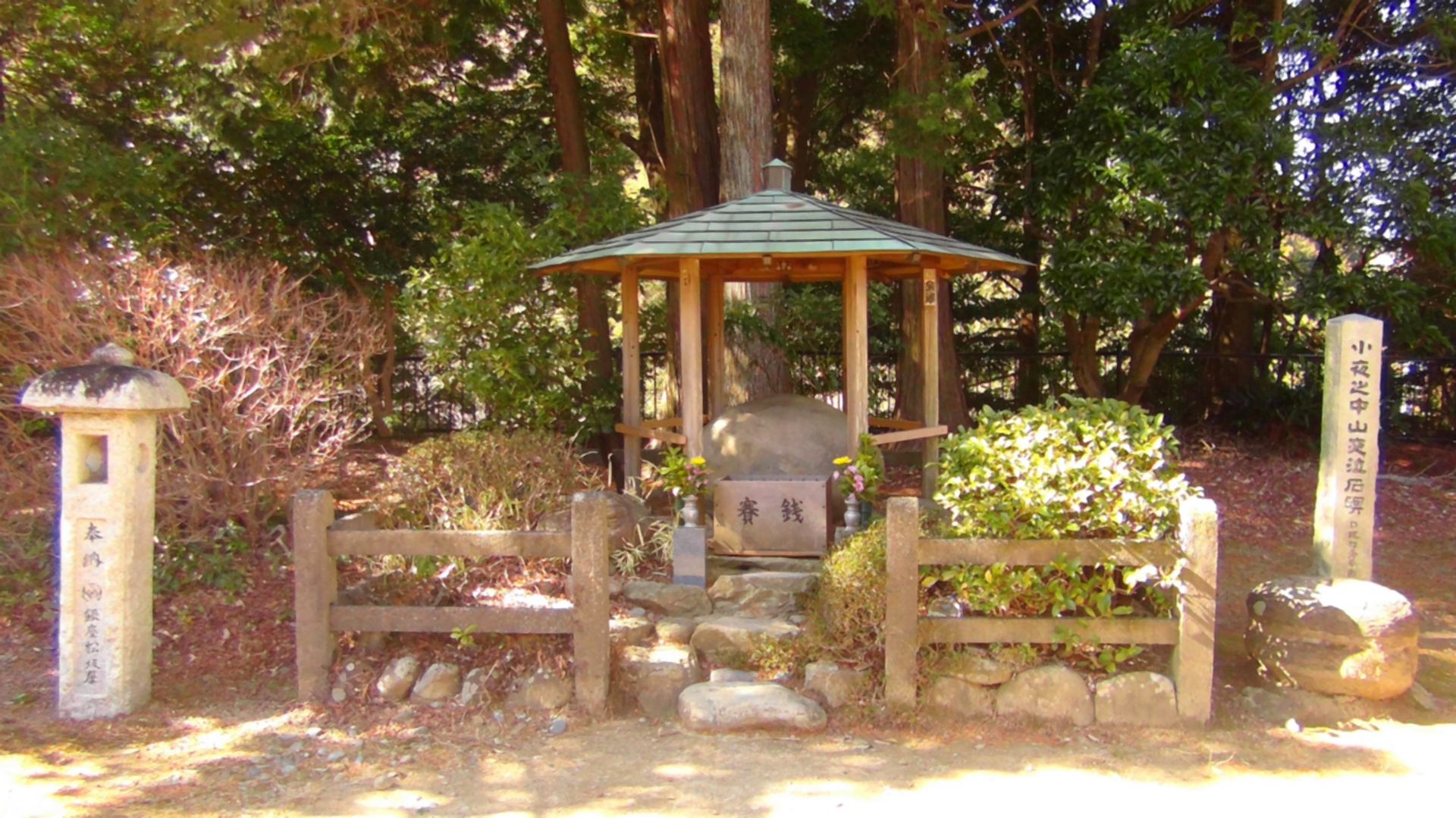
夜泣石

## 外部連結
- 靜岡縣掛川市
- 掛川觀光協會
- 維客旅行上的掛川市 （页面存档备份，存于）
- OpenStreetMap上有關掛川市的地理